# Felibritge

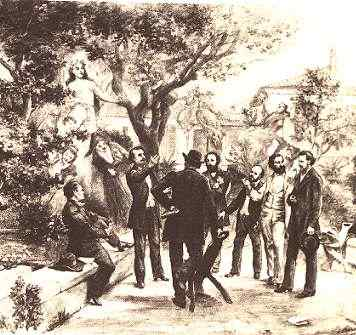
Ato de fundação do Felibritge em 1854

O Felibritge (também conhecido como Félibrige na grafia francesa) é um movimento dedicado à defesa da língua e cultura da Occitânia, com conexões com os Países Catalães. Sua atuação situa-se especialmente no âmbito literário. 
Sua vocação é favorecer e organizar a salvaguarda e promoção da língua occitana e de tudo o que constitui a cultura específica do "País d’Òc".

## Origem do nome
O nome deriva do termo félibre, uma palavra provençal que significa pupilo ou seguidor. Em occitano, os membros do movimento são chamados de felibres ou felibressas. Aquilo que é relativo ao pertencimento ao Felibritge recebe o adjetivo felibrenc (a).

## A criação do Felibritge
O Felibritge foi fundado no dia 21 de maio de 1854, dia de Santa Estela, no castelo de Font-Segunha, propriedade de Paul Giéra em Châteauneuf-de-Gadagne, Provença. Seus sete fundadores, segundo a versão oficial, são: Frédéric Mistral, Théodore Aubanel, Joseph Roumanille, Joan Brunet, Anselme Mathieu, Paul Giéra e Alphonse Tavane.
Santa Estela é a padroeira do Felibritge e o congresso anual da associação se realiza a sempre em uma data próxima à festa em homenagem a ela.

## Estrutura do Felibritge
O Felibritge possui uma estrutura bem particular. Está dividido em sete mantenenças (seções regionais): Provença, Auvergne, Guiana e Périgord, Limousin, Languedoc, Gasconha e Catalunha, cada qual com um sindic e um vicesindic. No alto da hierarquia encontra-se o consistòri (espécie de conselho) composto de cinqüenta majoraus (superiores) que elegem o capolier (presidente). Este será ajudado pelo clavaire (tesoureiro) e pelo baile (magistrado).
A associação se reúne uma vez ao ano, sempre em uma cidade diferente e em data próxima ao dia de Santa Estela, com os objetivos de festejar e definir a política da organização para o ano.

## Felibritge e occitanismo
Desde 1854, os princípios fundadores do Felibritge tem defendido sempre o ensino da língua occitana e dos costumes da Occitânia. O Felibritge é, assim, parte integrante e histórica do occitanismo. Em sentido amplo e original, o occitanismo é tudo aquilo que contribui para a promoção dos interesses da Occitânia, de acordo com Jòrdi Kremnitz.).
Em seus textos históricos, o Felibritge refere-se à língua occitana utilizando os termos lenga d'òc, "provençau", lenga provençala e também occitan, lenga occitana. Para a Occitânia são utilizados os termos País d'Òc, Midi e também Occitània. Particularmente, os estatutos do Felibritge de 1911 utilizam os termos occitan e Occitània.

## O Felibritge hoje
Atualmente, o Felibritge continua a dedicar-se à promoção e valorização da língua e da cultura occitanas, lutando contra seu desaparecimento.